# 1 Pułk Artylerii Pomiarowej
1 Pułk Artylerii Pomiarowej – oddział rozpoznania pomiarowego artylerii Polskich Sił Zbrojnych.

## Formowanie i zmiany organizacyjne
Pułk był jednostką Armii Polskiej na Wschodzie. W czasie kampanii włoskiej działał w składzie i na korzyść 2 Korpusu. Głównym zadaniem pułku było wykrywanie artylerii nieprzyjaciela za pomocą namiarów jej stanowisk ogniowych.
W skład pułku wchodziło dowództwo i dwa dywizjony pomiarowe artylerii, każdy złożony z trzech baterii: pomiarów wzrokowych, dźwiękowej i topograficznej.

## Obsada personalna pułku
Dowódca pułku
- płk Adrian Marchand[2][3]

Zastępca dowódcy pułku
- ppłk Antoni Zygmunt Zawadzki[1][3]

Adiutant 
- por. Leopold Wirth[3]

Dowódca I dywizjonu 
- mjr Wacław Sielecki[3]

Dowódca II dywizjonu
- mjr Zenon Michalski[3]